# 阿布拉莫克
50°38′13″N 27°54′27″E / 50.63694°N 27.90750°E
阿布拉莫克（烏克蘭語：Абрамок），是烏克蘭北部的村莊，隸屬日托米爾州的茲維亞赫爾區。該村面積0.29平方公里，海拔高度222米，2001年該村落人口49。